# Mine de Bílina

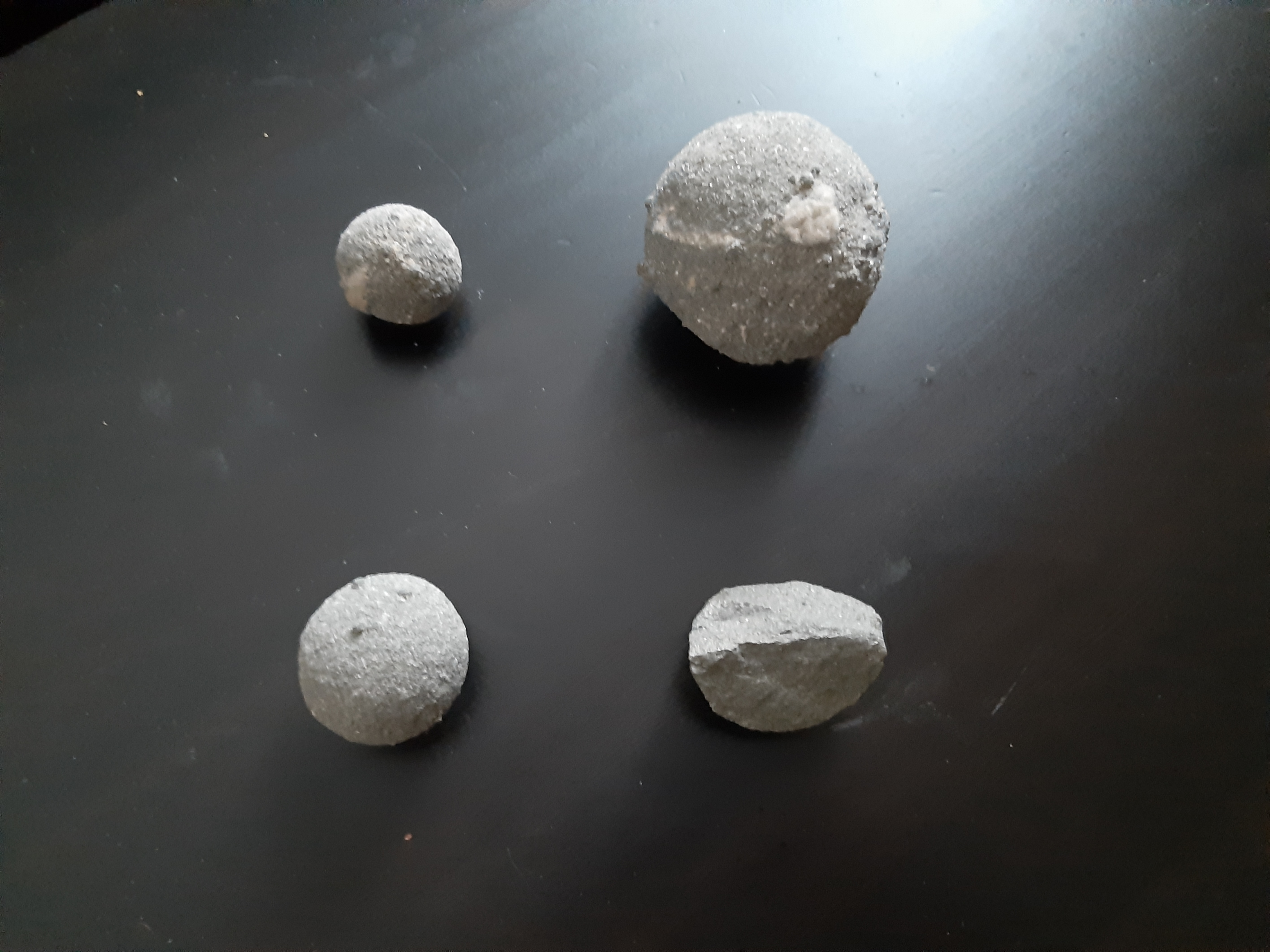
Natural stone balls from Bílina mine, Czech Republic.

La mine de Bílina est une mine à ciel ouvert de charbon située en République tchèque.